# Repostero (oficio)
El repostero es aquel individuo cuyo oficio es decorar y preparar dulces de repostería. 
Antiguamente, se llamaba repostero al oficial a cuyo cargo estaba en casa de los poderosos hacer bebidas, dulces, pastas y otros manjares suculentos.
También se le llama actualmente pastelero y se encarga de todo lo que tiene que ver con bollería, bizcochería, galletería, chocolatería, confitería, etc.

## Tipos de reposteros
Además, se distinguían los siguientes tipos de reposteros:
- Repostero mayor del rey. Era un oficial de la Casa real encargado, durante la Baja Edad Media, del «repuesto o depósito» donde, en arcones o cofres, se guardaban los objetos personales del rey junto con todos aquellos que éste le entregara para que los vigilara.[1]
- Repostero de camas. Eran personas que gozaban de toda la confianza del rey, y desde que este se levantaba hasta que se iba a dormir, se mantenían siempre «a su vista». Y además custodiaban las puertas de su aposento a lo largo del día.[2]
- Repostero de estrados y mesa. Se encargaban de preparar y custodiar el mobiliario usado en las comidas del rey o en sus apariciones públicas, y disponían la colocación de la mesa del rey y también los cojines, sillones, alfombras o doseles.[3]
- Repostero de plata. El camarero del rey era el encargado de custodiar los objetos de plata y la vajilla del monarca, aunque ese oficial la ponía en manos de los reposteros de la plata para que la depositaran en el aparador, pero hay constancia de que los objetos más valiosos o de importancia eran custodiados bajo llave y trasladados a otro lugar cuando se necesitaban, pero previa expedición de un recibo.[4]
- Repostero de capilla. Era el encargado de preparar los estrados, los cortinajes y los sitiales del monarca o de su familia cuando asistían a misa o a cualquier otra celebración litúrgica, y cuando estas finalizaban eran los responsables de llevar todos esos objetos a la Cámara real.[5]